# Abdul Jalilul Akbar
Abdul Jalilul Akbar war der zehnte Sultan von Brunei nach offizieller Zählung. Er kam 1598 auf den Thron, als sein Vater Muhammad Hassan verstarb, und regierte bis zu seinem Tod 1659. In seinen ersten Regierungsjahren amtierte sein Onkel Pengiran Di-Gadong Sahibul Mal Besar Omar noch als Regent.

## Leben
Abdul Jalilul Akbar war der Sohn von Sultan Muhammad Hassan. Vor seiner Regierungszeit führte Abdul den Namen Raja Tua Abdul Jalil.

### Familie
Er heiratete eine Prinzessin von Java, Radin Mas Ayu Siti Aishah, die Tochter von Kiyai Temenggong Manchu Negoro von Gresik. Aus dieser Verbindung gingen die Söhne Abdul Jalilul Jabbar, Muhyiddin, Raja Omar, Pengiran Derma Wangsa Pengiran Muda Bongsu, Pengiran Di-Gadong, Sahibul Mal Raja Damit Shahbudin sowie vier Töchter hervor.
Weitere Kinder von Nebenfrauen waren Pengiran Muda Besar Abdullah (der Vater von Nassaruddin), Raja Tengah und Raja Besar.

## Kontakte mit Europäern
In seine Regierungszeit fielen zahlreiche Kontakte mit europäischen Kolonialisten. Unter anderem führte er 1599 geregelte diplomatische Beziehungen mit den Spaniern in Manila ein.
Im Dezember 1600 und Januar 1601 besuchte ein Holländer, Olivier Van Noort, Brunei und zeichnete lebendige Berichte über das Land auf. Zwar erwähnte er nirgends den Namen des herrschenden Sultans, aber Van Noort beschrieb, dass der Sultan von Brunei unter der Aufsicht seines Onkels stand.
1612 besuchte ein britischer Seefahrer, Sir Henry Middleton, das Sultanat Brunei auf der Reise zu den Ostindischen Inseln.

## Tod
Der Sultan starb 1659 nach 61 Regierungsjahren. Nach seinem Tod erhielt er den Titel Marhum Tua. Sein Nachfolger wurde sein Sohn, Abdul Jalilul Jabbar.